# Tilmouni
Tilmouni est une commune de la wilaya de Sidi Bel Abbès en Algérie.

## Géographie
| Sidi Bel Abbès | Sidi Brahim          | Zerouala |
| Sidi Bel Abbès | Tilmouni             | Zerouala |
| Amarnas        | Hassi Dahou; Belarbi | Belarbi  |

### Lieux-dits, hameaux, et quartiers[2]
- Tilmouni
- Kedadra; Khelaifia; Gouacem; Mehadid; Nouacer; Ouled Safi; Ouled Meliani; Ouled Larbi; Ouled Kada Zaouga; Rezagna; Douaïfa.